# Johnius mannarensis
Johnius mannarensis är en fiskart som beskrevs av Mohan, 1971. Johnius mannarensis ingår i släktet Johnius och familjen havsgösfiskar. Inga underarter finns listade i Catalogue of Life.